# Assiout Petroleum
Maillots
L'Assiout Petroleum Sporting Club (en arabe : نادي بترول أسيوط الرياضي), plus couramment abrégé en Petrol Assiout, est un club égyptien de football fondé en 1990 et basé dans la ville d'Assiout.
Le club joue dans le championnat d'Égypte.

## Histoire
Au cours de la saison 2008-09, l'équipe atteint la demi-finale de la Coupe d'Égypte.

## Palmarès
Néant